# Apostolska nunciatura v Belgiji
Apostolska nunciatura v Belgiji je diplomatsko prestavništvo (veleposlaništvo) Svetega sedeža v Belgiji, ki ima sedež v Bruslju.
Trenutni apostolski nuncij je Augustine Kasujja.

## Seznam apostolskih nuncijev
- Antonio Felice Zondadari (3. januar 1786 - 1792)
- Cesare Brancadoro (28. avgust 1792 - 1797)
- Raffaele Fornari (21. marec 1842 - 14. januar 1843)
- Vincenzo Gioacchino Raffaele Luigi Pecci (28. januar 1843 - ?)
- Innocenzo Ferrieri (15. november 1848 - 30. september 1850)
- Matteo Eustachio Gonella (13. junij 1850 - 1. oktober 1861)
- Mieczyslaw Halka Ledóchowski (1. oktober 1861 - 8. januar 1866)
- Luigi Oreglia di Santo Stefano (15. maj 1866 - 29. maj 1868)
- Giacomo Cattani (24. julij 1868 - 27. april 1875)
- Serafino Vannutelli (10. september 1875 - 3. december 1880)
- Domenico Ferrata (14. april 1885 - 20. april 1889)
- Giuseppe Francica-Nava de Bontifè (4. maj 1889 - 18. marec 1895)
- Benedetto Lorenzelli (30. maj 1893 - 1. oktober 1896)
- Aristide Rinaldini (14. avgust 1896 - 28. december 1899)
- Gennaro Granito Pignatelli di Belmonte (10. november 1899 - 4. januar 1904)
- Antonio Vico (4. februar 1904 - 21. oktober 1907)
- Giovanni Tacci Porcelli (31. december 1907 - 29. april 1911)
- Achille Locatelli (8. julij 1916 - 13. julij 1918)
- Sebastiano Nicotra (18. december 1916 - julij 1923)
- Angelo Maria Dolci (14.december 1922 - 30. maj 1923)
- Clemente Micara (30. maj 1923 - 11. november 1950)
- Fernando Cento (9. marec 1946 - 26. oktober 1953)
- Efrem Forni (9. november 1953 - 19. marec 1962)
- Silvio Angelo Pio Oddi (17. maj 1962 - 30. april 1969)
- Igino Eugenio Cardinale (19. april 1969 - 24. marec 1983)
- Angelo Pedroni (6. julij 1983 - 13. junij 1989)
- Giovanni Moretti (15. julij 1989 - 3. marec 1999)
- Pier Luigi Celata (3. marec 1999 - 14. november 2002)
- Karl-Josef Rauber (22. februar 2003 - 18. junij 2009)
- Giacinto Berloco (18. junij 2009 - 23. september)
- Augustine Kasujja (12. oktober 2016 - danes)